# Nieżychowo
Nieżychowo – wieś w Polsce położona w województwie wielkopolskim, w powiecie pilskim, w gminie Białośliwie.

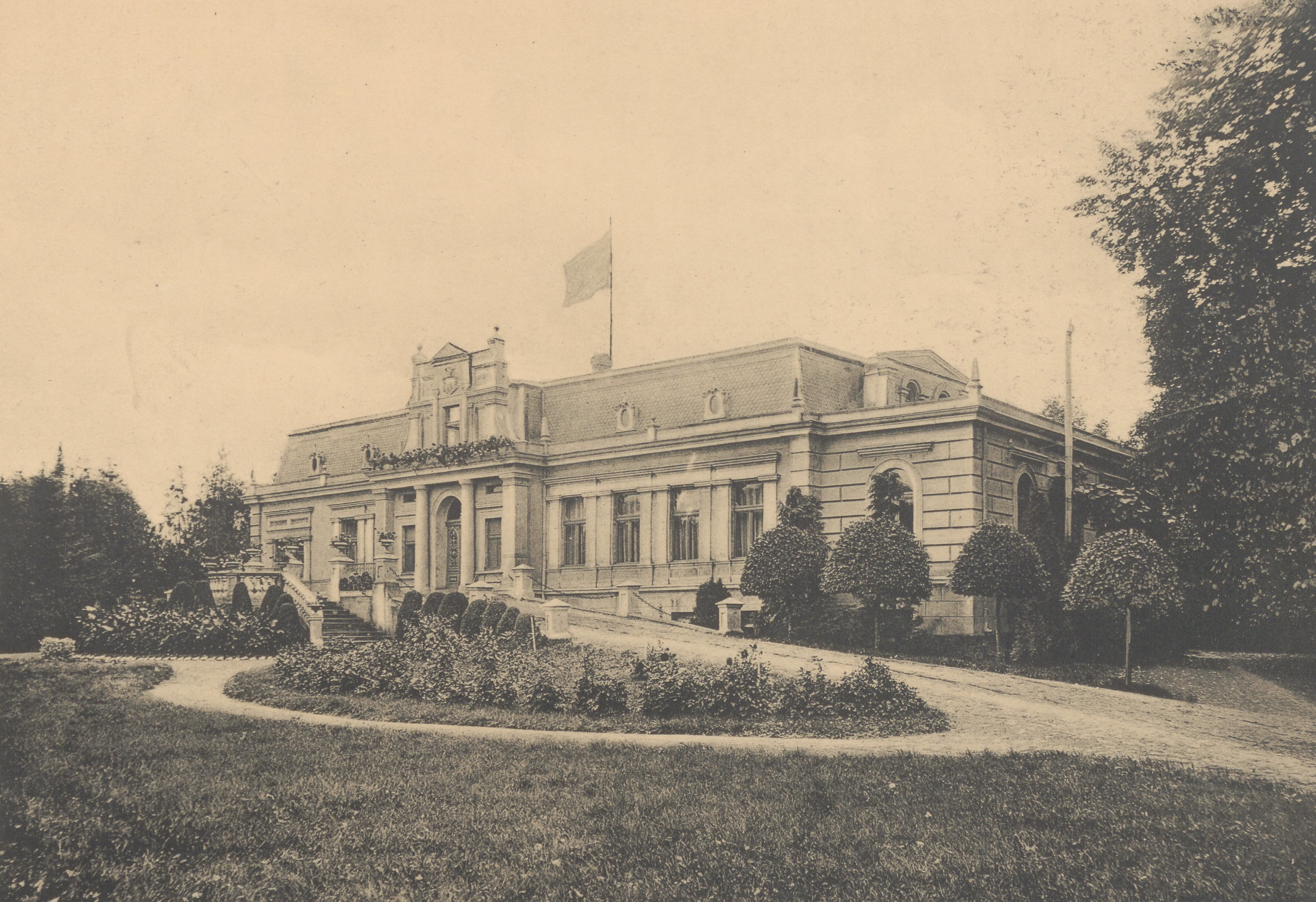
Widok pałacu przed 1912

W latach 1975–1998 miejscowość administracyjnie należała do województwa pilskiego.
1 stycznia 1995 została powołana rzymskokatolicka Parafia Niepokalanego Poczęcia Najświętszej Maryi Panny w Nieżychowie.
Miejscowość liczy około 700 mieszkańców. Przebiega przez nią linia kolei wąskotorowej z Białośliwia. Miejscowość znana przede wszystkim z Biegu Bohaterów Krajny, który pierwszy raz nie odbył się w 2009 z powodu braków finansowych.
W Nieżychowie funkcjonują dwie szkoły: szkoła podstawowa oraz szkoła średnia im. Bohaterów Krajny która znajduje się w budynku niegdyś będącym pałacem rodziny Komierowskich (jednym z przedstawicieli rodu był Roman Komierowski).